# Міська спеціалізована молодіжна бібліотека
Київська молодіжна бібліотека або Міська спеціалізована молодіжна бібліотека в місті Київ.

## Адреса
Київ вулиця Гетьмана Павла Скоропадського, 49. Філія (відділ мистецтв) — Проспект Повітряних Сил, 10.

## Опис
Площа приміщення бібліотеки — 569 кв.м., Книжковий фонд — 94,8 тис.примірників. Щорічно обслуговує 14,2 тис.користувачів, кількість відвідувань за рік — 155,00 тис. книговидавач — 250 тис.примірників.

## Історія
У середній школі № 136 Залізничного району м. Києва у 1922 році засновано бібліотеку для дітей. Ініціатором та організатором була майбутня дружина Павла Тичини Лідія Петрівна Папарук. У 1926 році вона стала самостійною окремою дитячою бібліотекою, яка була підпорядкована Наркомпросу України, а згодом — Культпросвіті. У 1930 році бібліотеці присвоєно ім'я Клима Ворошилова.
Перед початком Німецько-радянської війни бібліотека була добре укомплектована, особливо українською класичною літературою. Її послугами користувалися 2,0 тисячі читачів, а обслуговували їх 3 бібліотечні працівники.
Під час війни та окупації Києва Третім Рейхом значна частина фондів бібліотеки була втрачена. Ту частину фонду, що вдалося зберегти, в 1949 році зібрано в приміщенні по вул. Толстого, 24.
У 1958 році діяльність бібліотеки відродилася і книжкові фонди налічували вже 62,0 тисячі томів.
У 1959 році рішенням Ради депутатів Залізничного району бібліотека отримала додаткові площі.
У 1962 році вона перейменована у бібліотеку для дітей і юнацтва імені «Молодої гвардії» Залізничного району.
Однією з перших у місті бібліотека розпочала роботу по естетичному вихованню дітей та юнацтва.
10 травня 1976 року відбувся святковий вечір, присвячений урочистому відкриттю на базі бібліотеки імені «Молодої гвардії» Центральної міської бібліотеки для юнацтва.
У бібліотеці відбуваються цікаві зустрічі з видатними діячами політики, культури та мистецтв у клубі «Еврика», здійснюється професійна орієнтація в клубі «Орієнтир», моральне виховання в клубі «Азбука для двох». Бібліотека започаткувала нові традиції у роботі з читачами: дискусійні форми донесення нових ідей, використання кіно-фоно-фотоматеріалів.
1994 року бібліотека реорганізована в Міську спеціалізовану молодіжну бібліотеку «Молода гвардія».
Свою спеціалізацію як молодіжної бібліотеки колектив доводить найрізноманітнішими засобами: залучення нових верств населення — студентів, науковців, молодих підприємців, батьків, працюючу молодь, безробітних, юнаків та дівчат з вадами здоров'я, військових та ін. Розвиваються додаткові бібліотечні послуги.
З 1994 року спостерігається яскрава соціальна спрямованість всього змісту роботи бібліотеки. Бібліотека реалізує програми: правова підтримка молоді, соціально-психологічний захист, волонтерство. Укладаються партнерські угоди, що розширюють інформаційні можливості бібліотеки й допомагають творчій молоді в реалізації її задумів.
На базі бібліотеки працює, «Довідкове бюро», яке здійснює інформаційну підтримку молоді з правових питань за допомогою електронної бази Liga"Закон".
З 2003 року розпочав свою діяльність «Молодіжний діловий центр». За сприяння Посольства США в Україні на базі бібліотеки облаштовано 12 Інтернет-місць для користувачів.
Колектив бібліотеки проводить роботу по створенню електронної бази даних на свої інформаційні ресурси
У період 2013—2019 років київська молодіжна бібліотека, разом з читачами, поринає у події новітнього етапу історії України, збирає, аналізує та поширює публічну інформацію, нові книги та інші друковані видання, статті з електронних видань, які пояснюють, розкривають сутність і особливості української державності у 2013—2014 роках, передумови та перебіг Революції гідності, причини та напрями гібридної війни Росії проти України, основні тенденції сучасного суспільного розвитку. Вивчається досвід роботи бібліотек країн Балтії, Польщі, Данії.
В 2015 році у ході обговорення нових бібліотечних ідей серед колег, моніторингу думок та пропозицій читацького активу, Стратегій зарубіжних бібліотек, сучасних матеріалів бібліотечного наукового середовища визріла, пройшла громадське обговорення, була презентована та схвалена Стратегія розвитку молодіжної бібліотеки на 2016—2020роки  «Молоді Києва — бібліотеку європейського рівня».
Результатом практичної реалізації  цього документу стала оновлена, сучасна, красива, комфортна та дружня до молоді бібліотека, центр сучасних інформаційних ресурсів та послуг. А відділ мистецтв на Повітрофлотському проспекті, 10 перетворено на Молодіжну Медіатеку, як креативний майданчик для творчості.
У липні 2021 року, затверджено нову Стратегію розвитку бібліотеки на наступні п'ять років — Стратегія розвитку на 2021—2025 роки «Молодіжна бібліотека — платформа єднання навколо читання»
9 листопада 2023 року Київрада своїм рішенням позбавила бібліотеку приставки «Молода гвардія». Причиною перейменування була кампанія деколонізації, що активізувалася після початку широкомасштабного воєнного вторгнення Росії в Україну.

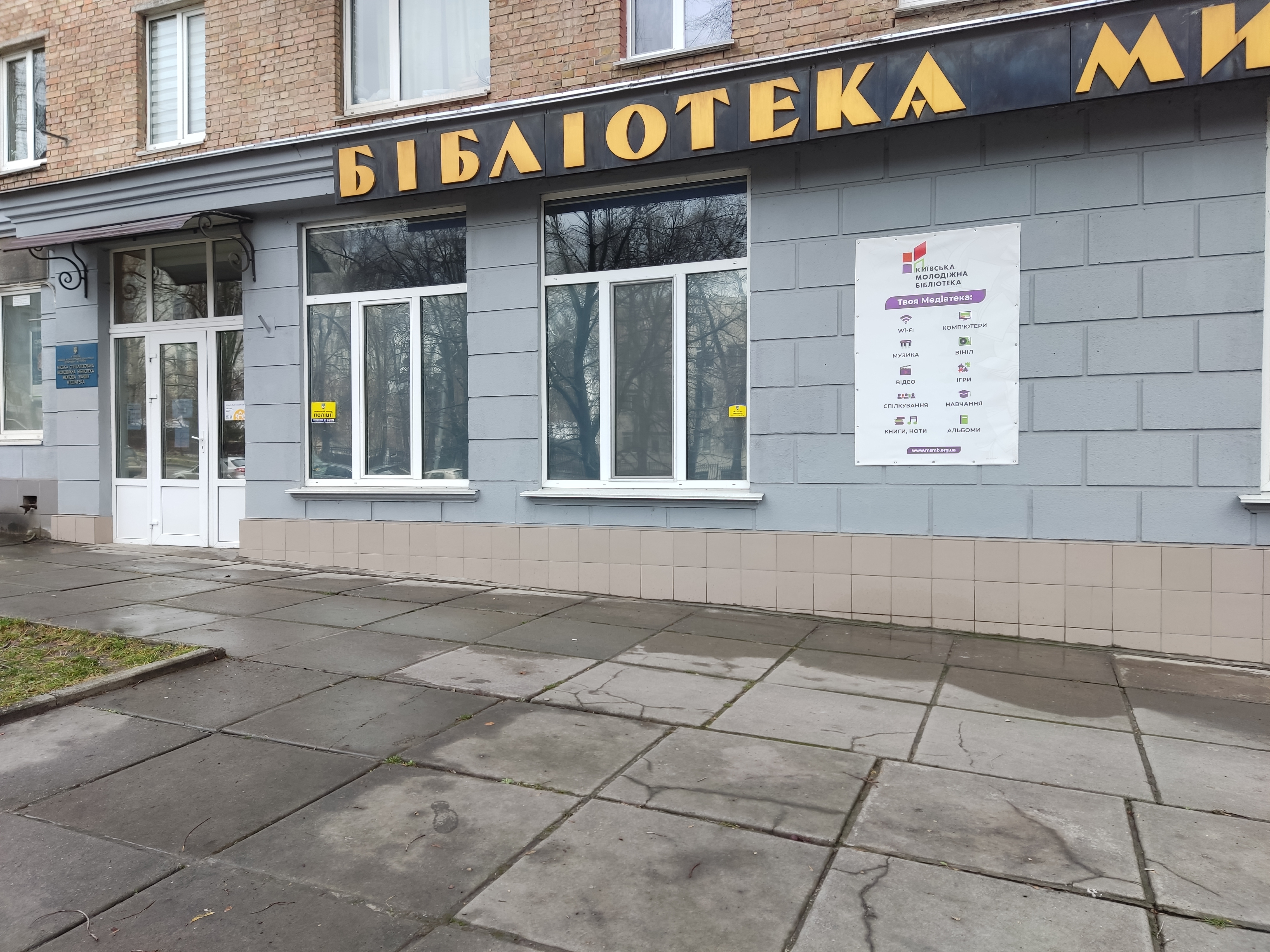
Відділ мистецтв (просп. Повітрофлотський)
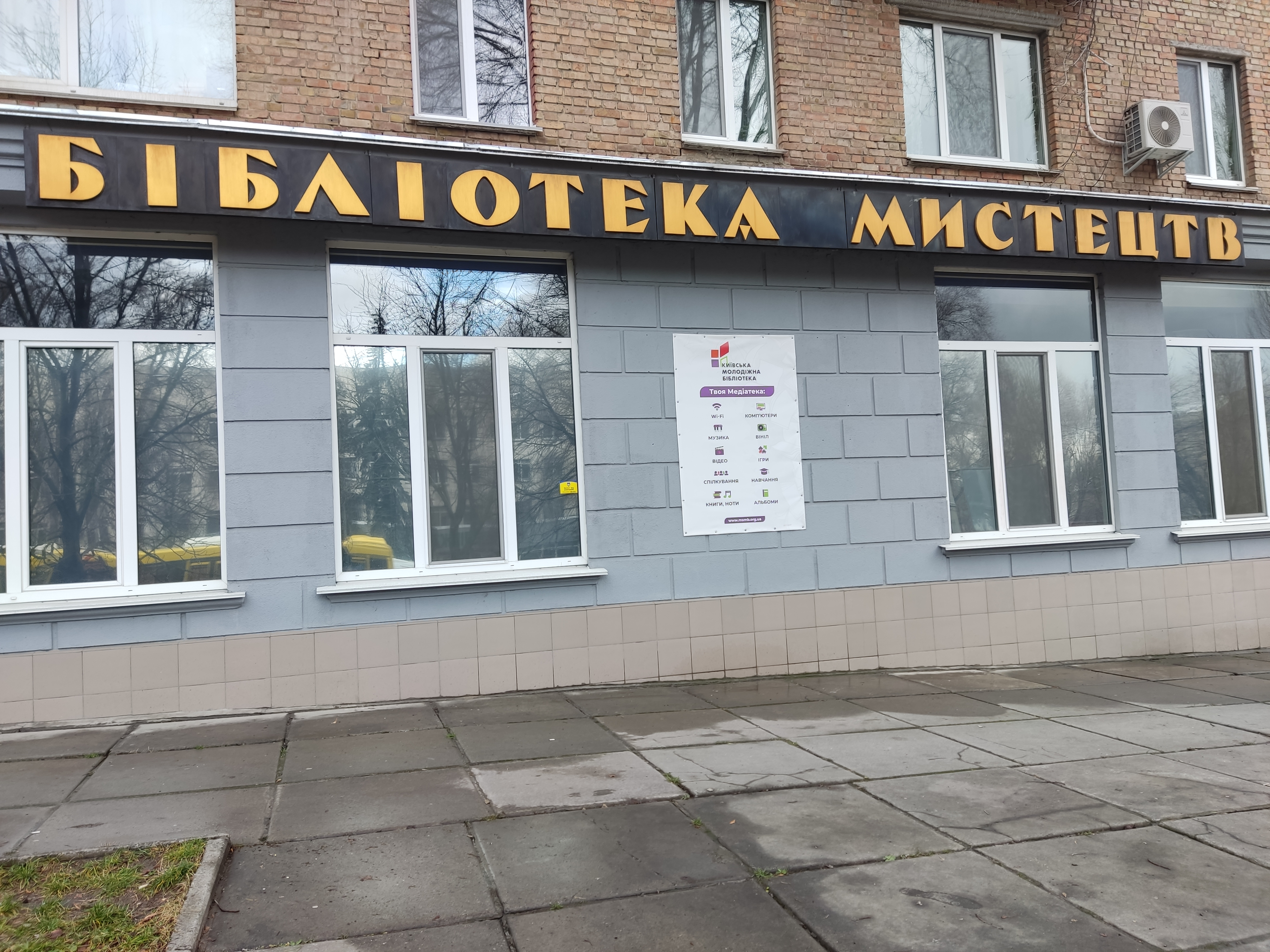
Відділ мистецтв (просп. Повітрофлотський)
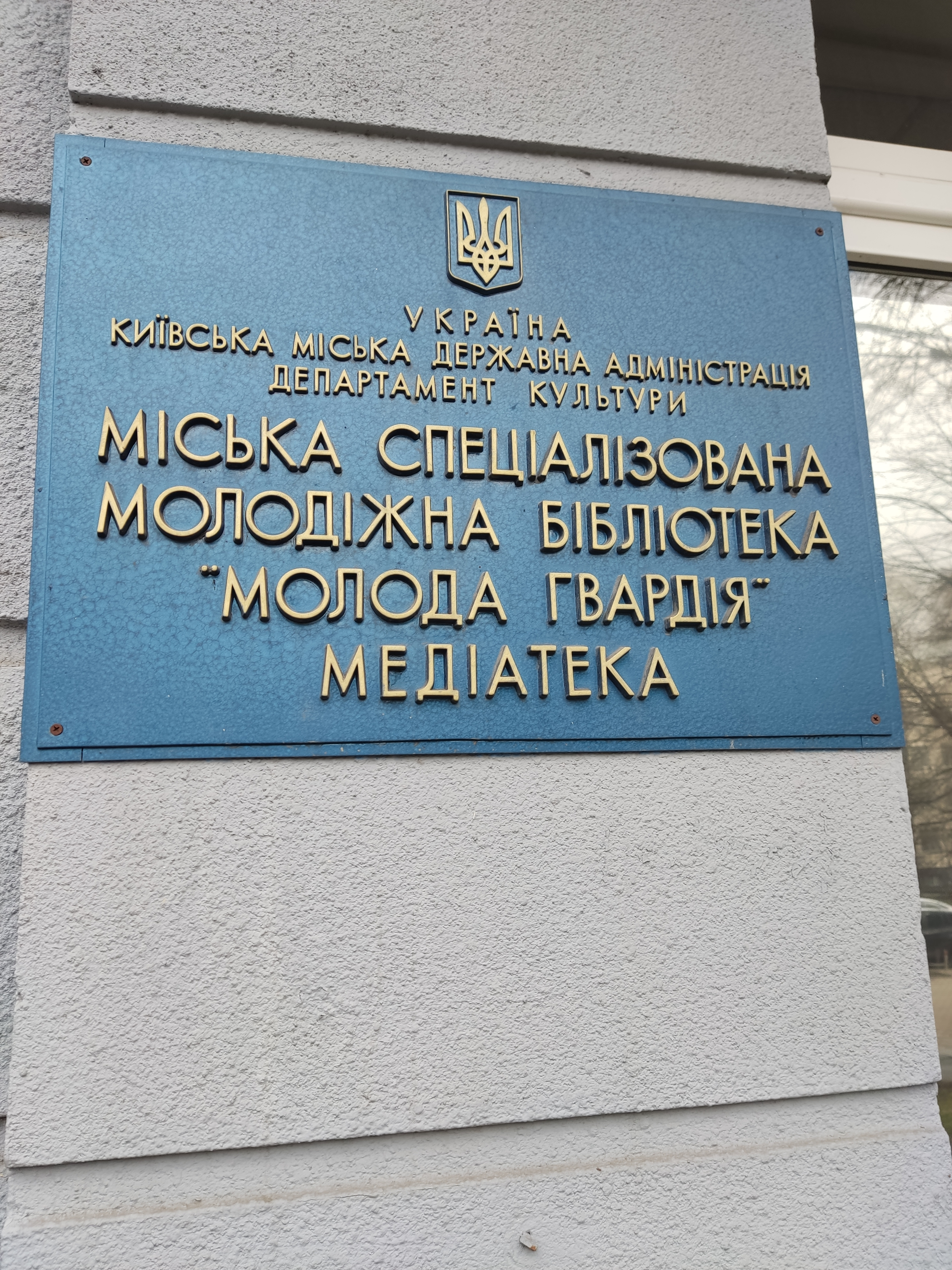
Відділ мистецтв (просп. Повітрофлотський)